# Station Hyllie
Station Hyllie (Hyllie station) is een station in de Zweedse stad Malmö.
Het is geopend in december 2010 als onderdeel van de Citytunneln Malmö Centraal en de Sontbrug in de spoorlijn Kopenhagen - Malmö.